# فيلهلم يونكر

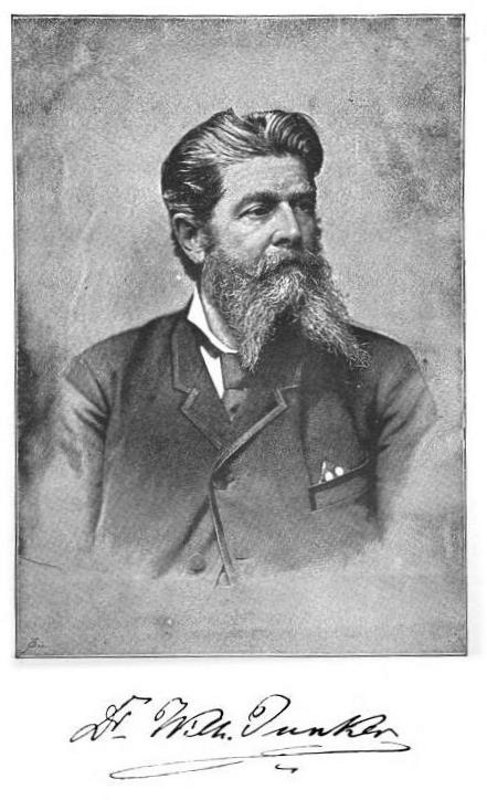
فيلهلم يونكر

فيلهلم يونكر (بالألمانية: Wilhelm Junker) (13 فبراير 1892 6 أبريل 1840), مُستكشف روسي من أصل ألماني, اشتهر بِرَحلاته إلى أفريقيا.
ولد في موسكو ودَرَسَ الطب في تارتو ولكنه لم يعمل بالطب لفترة طويلة, وفضل السفر والترحل فسافر وترحل في سلسلة من الرحلات القصيرة إلى أيسلندا (1869) وغربي أفريقيا (1873)، تونس(1874) و مصر السفلى (1875) وبدأ رحلته من مدينة الخرطوم, وكان الهدف الرئيسي لرحلاته هو لدراسة الشعوب وجمع عَينات من النباتات والحيوانات، ولخص إكتشفاته بِكتاب تفاصيل أفريقيا (3 مجلدات، فيينا، 1889-1891 ) وهَرب من السودان عندما قامت ثورة محمد أحمد المهدي.

## وصلات خارجية
- فيلهلم يونكر على موقع الموسوعة البريطانية (الإنجليزية)
- فيلهلم يونكر على موقع إن إن دي بي (الإنجليزية)